# タンガロイ
株式会社タンガロイ（英: Tungaloy Corporation）は、超硬合金「タンガロイ」を用いた切削工具の製造・販売を主な業務とする日本のメーカーである。
大手切削工具メーカーの中では先端技術志向。本社は福島県いわき市。切削工具の他、ボールペンのボール等の製造も行っている。
東芝の前身である芝浦製作所と東京電気が1934年に共同出資し設立された「特殊合金工具株式会社」が基となる。

## 概要
「タンガロイ」は、炭化タングステンとコバルトなどの粉末とを焼結して作った焼結炭化物合金（Tungsten + Alloy）の意である。
元は1929年に現在の東芝の前身である芝浦製作所と東京電気が日本初の超硬合金を開発したことに始まり、それを「タンガロイ」と称して市販したのが始まりとされている。1934年に両者が共同で出資した「特殊合金工具株式会社」を設立（これが創業年と見なされている）。
1937年、特殊合金工具は大井電気と合併して「芝浦マツダ工業」となり、同社の特殊合金工具製作所となった。1942年、芝浦製作所・東京電気ととも合併し、「東京芝浦電気（東芝）」となり、同社の特殊合金工具製作所となる。
戦後、過度経済力集中排除法に伴い、1950年に東芝から分社化して「タンガロイ工業」として設立（これが設立年と見なされている）。その後1958年に「東芝タンガロイ」に社名を変更。主力である切削工具の他に、耐摩耗用工具や電子製品関連部品などの製造・販売を行ってきた。
永らく東芝グループの企業であったが、東芝本体の事業分野との関わりが比較的薄いという背景もあり、2004年にMBOによりグループから独立し社名も「タンガロイ」と改める。この独立の際に株主構成が大幅に変わり、東証一部の上場基準を満たさなくなったため、上場廃止となった。
2006年7月に同じく大手の工具製造メーカーであるオーエスジーと資本・業務提携を行った（2008年に解消）。
2008年にオランダの超硬工具メーカー、IMC（インターナショナル・メタルワーキング・カンパニーズB.V.）が全ての株式を買収し、同社の傘下に入った。
2010年4月1日付で、本社および本店所在地を神奈川県川崎市から福島県いわき市にあるいわき工場へ移転した。